# Liste des cervidés les plus massifs
Les cervidés sont l’un des groupes d'herbivores sauvages les plus répandus au monde. Leurs plus grands représentants sont les élans, certains pouvant atteindre 2,33 m de haut et peser jusqu'à 820 kg. Le plus petit d'entre eux est le pudu du nord (en).
| Rang | Espèce             | Nom binomial           | Masse maximale connue (kg) | Hauteur au garrot (m) | Illustration |
| ---- | ------------------ | ---------------------- | -------------------------- | --------------------- | ------------ |
| 1    | Élan / orignal     | Alces alces            | 820                        | 2.33                  |              |
| 2    | Wapiti             | Cervus canadensis      | 600                        | 1.6                   |              |
| 3    | Sambar             | Rusa unicolor          | 546                        | 1.6                   |              |
| 4    | Cerf élaphe        | Cervus elaphus         | 500                        | 1.4                   |              |
| 5    | Caribou            | Rangifer tarandus      | 318                        | 1.5                   |              |
| 6    | Barasingha         | Rucervus duvaucelii    | 280                        | 1.3                   |              |
| 7    | Cerf de Virginie   | Odocoileus virginianus | 232                        | 1.2                   |              |
| 8    | Cerf de Thorold    | Cervus albirostris     | 230                        | 1.4                   |              |
| 9    | Cerf mulet         | Odocoileus hemionus    | 210                        | 1.2                   |              |
| 10   | Cerf du père David | Elaphurus davidianus   | 200                        | 1.2                   |              |
| 11   | Cerf des marais    | Blastocerus dichotomus | 150                        | 1.2                   |              |